# Clytie scotorrhiza
Clytie scotorrhiza là một loài bướm đêm trong họ Erebidae.